# Lemminkäinen

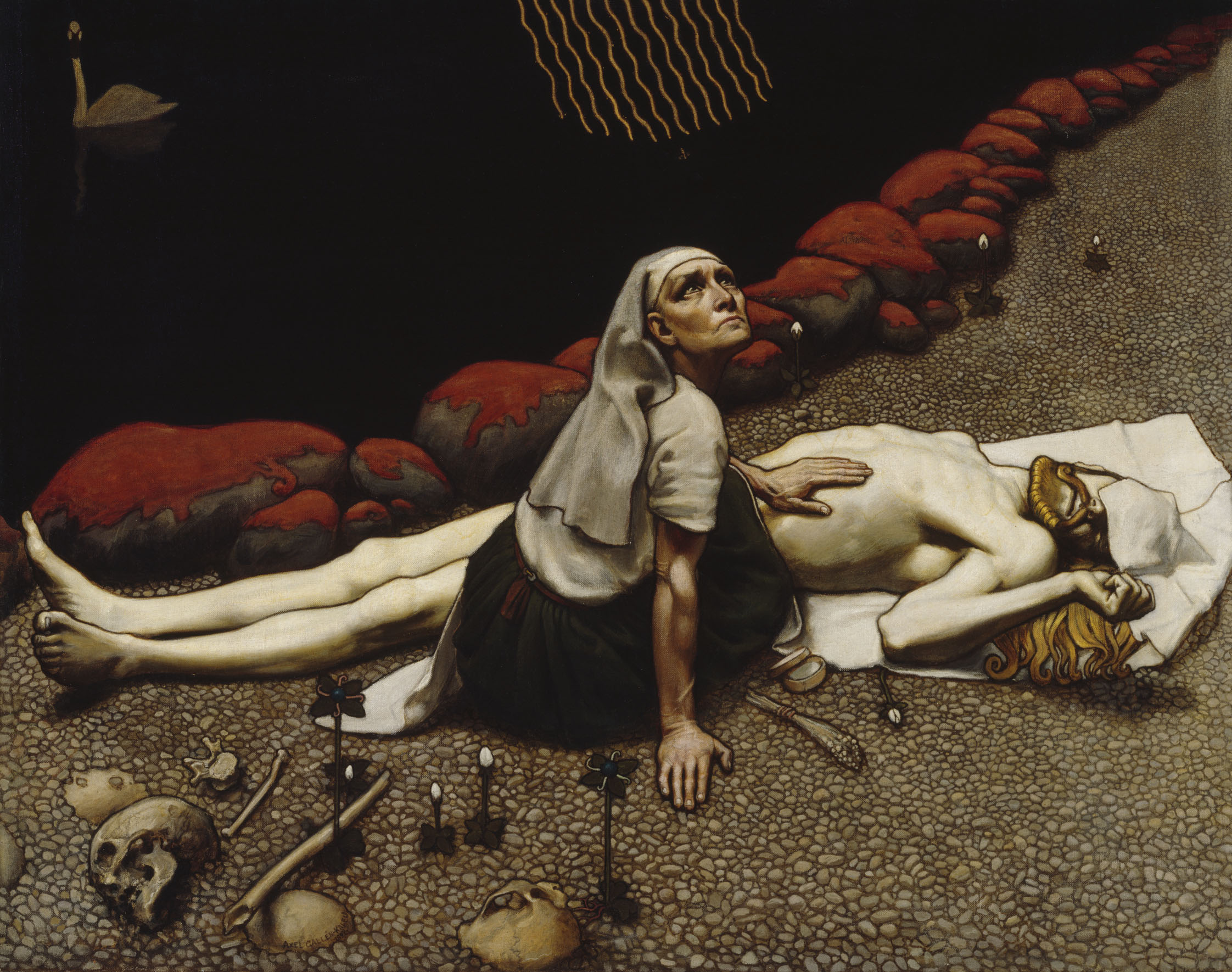
Akseli Gallen-Kallelas målning Lemminkäinens moder från 1897.

Lemminkäinen är en hjälte i finsk mytologi. Lemminkäinen beskrivs som en munter och ungdomlig hjälte som var glad i kvinnor.
Lemminkäinens mor, som var magikunnig, tvådde honom rituellt vilket gav honom stor visdom och förmågan att sjunga. Med sin magi fick hon honom senare även att återuppstå från de döda.